# بی‌وای‌دی اس۸
بی‌وای‌دی اس۸ یک خودروی تولید شده توسط خودروساز چینی بی‌وای‌دی است. این خودرو برای اولین بار در نمایشگاه خودروی شانگهای در سال ۲۰۰۶ تحت نام اف۸ معرفی شد.

## بررسی

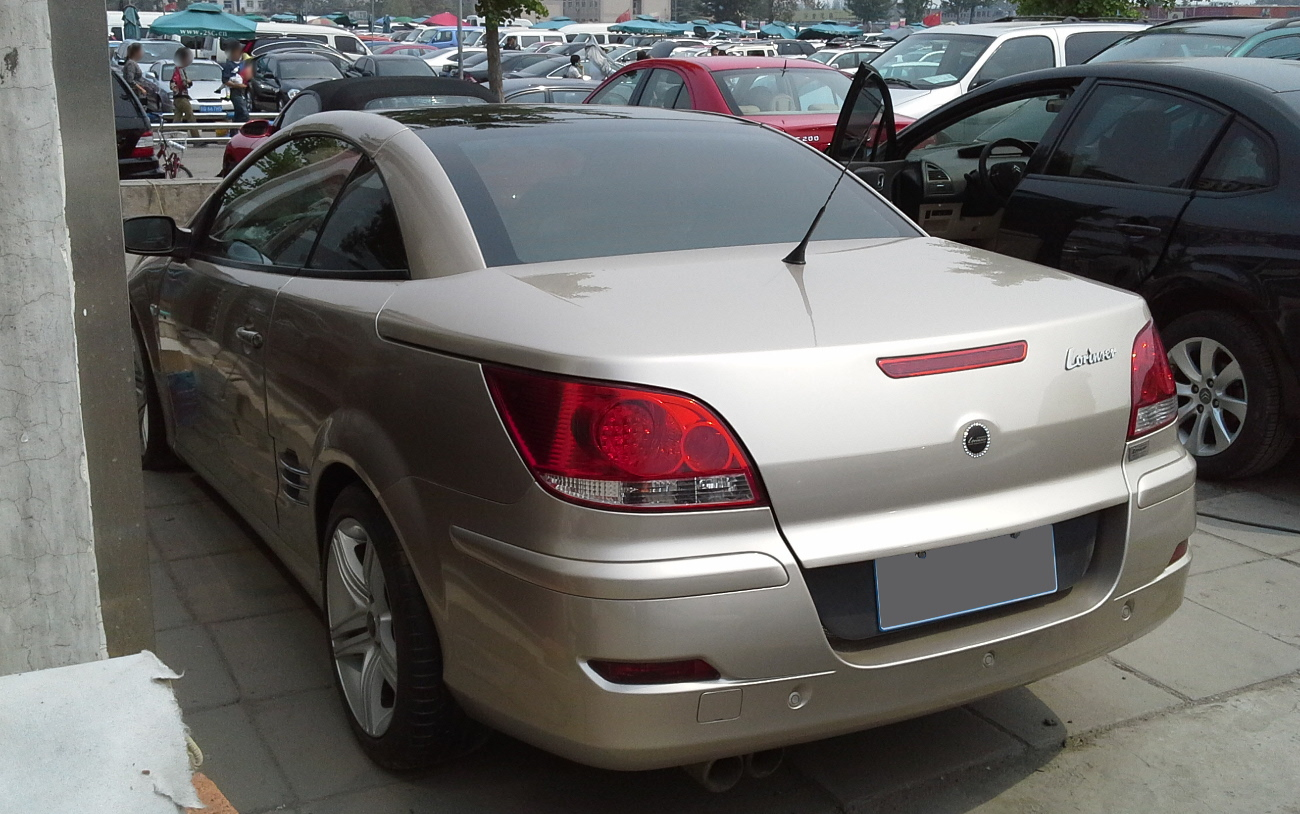
نمای پشت بی‌وای‌دی اس۸

سقف این خودروی کروکی از جنس فولاد و به رنگ بدنه است. نمای عقب این خودرو از رنو مگان سی‌سی (کروک) و طراحی جلویی آن از مرسدس-بنز کلاس-سی‌ال‌کا کپی شده‌است.
این خودرو محور جلو است و یک موتور ۲٫۰ لیتری ۴ سیلندر بر روی آن نصب شده‌است. اس۸ به‌طور انحصاری تنها در بازار چین عرضه شد.

## فروش
در سال ۲۰۰۹، بی‌وای‌دی ۹۶ دستگاه از این خودرو را به فروش رساند و در کل مدت سال ۲۰۱۰ فقط ۷ دستگاه از این خودرو به فروش رفت. سرجمع تنها ۱۰۳ دستگاه از این خودرو در طی این دو سال فروخته شده‌است.